# 哈姆林縣 (南達科他州)
哈姆林縣（英語：Hamlin County）是美国南达科他州東部的一個縣，面積1,393平方公里。根據2020年美國人口普查，共有人口6,164人。縣治海提（Hayti）。該縣成立於1872年，縣政府成立於1878年；縣名紀念亚伯拉罕·林肯的第一任副總統汉尼巴尔·哈姆林（Hannibal Hamlin）。